# Monthly Weather Review
Monthly Weather Review é uma publicação da Sociedade Americana de Meteorologia. Os assuntos abordados no periódico incluem pesquisas relacionadas à análise e prognóstico de observações e modelos de circulação atmosférica, incluindo o desenvolvimento técnico, assimilação de dados, validação de modelos e estudo de casos relevantes. Também inclui artigos de técnicas numéricas e técnicas de assimilação de dados que se aplicam ao meio ambiente da atmosfera e do oceano.